# La Orilla de la Cerca
La Orilla de la Cerca är en ort i Mexiko.   Den ligger i kommunen Ocotlán och delstaten Jalisco, i den centrala delen av landet, 400 km väster om huvudstaden Mexico City. La Orilla de la Cerca ligger 1 535 meter över havet och antalet invånare är 256.
Terrängen runt La Orilla de la Cerca är platt norrut, men söderut är den kuperad. Runt La Orilla de la Cerca är det ganska tätbefolkat, med 230 invånare per kvadratkilometer. Närmaste större samhälle är Ocotlán, 6,0 km väster om La Orilla de la Cerca. Trakten runt La Orilla de la Cerca består till största delen av jordbruksmark.